# Peter Fregene
Peter Fregene (ur. 17 maja 1947 w Sapele, zm. 13 października 2024) – nigeryjski piłkarz grający na pozycji bramkarza. W swojej karierze grał w reprezentacji Nigerii.

## Kariera klubowa
W swojej karierze piłkarskiej Fregene grał w klubach NEPA Lagos FC i Stationery Stores FC.

## Kariera reprezentacyjna
W reprezentacji Nigerii Fregene zadebiutował w 1968 roku. W tym samym roku był w kadrze Nigerii na igrzyskach olimpijskich w Meksyku. W 1982 roku powołano go do kadry na Puchar Narodów Afryki 1982. Zagrał w nim w trzech meczach grupowych: z Etiopią (3:0), z Algierią (1:2) i z Zambią (0:3). W kadrze narodowej grał do 1982 roku.